# Орнох, Ян
Ян Орнох (пол. Jan Ornoch; род. 30 мая 1952, Кузавка, Люблинское воеводство) — польский легкоатлет, специалист по спортивной ходьбе. Выступал за сборную Польши по лёгкой атлетике в 1970-х годах, обладатель бронзовой медали чемпионата Европы, многократный чемпион Польши на дистанциях 20 и 50 км, участник двух летних Олимпийских игр.

## Биография
Ян Орнох родился 30 мая 1952 года в деревне Кузавка, Польша. Занимался лёгкой атлетикой в Гдыне, проходил подготовку в местном клубе WKS Flota Gdynia.
Впервые заявил о себе на международном уровне в сезоне 1970 года, когда вошёл в состав польской сборной и выступил на юниорском европейском первенстве в Париже, где в зачёте ходьбы на 10 000 метров стал девятым.
В 1971 году впервые одержал победу на чемпионате Польши в ходьбе на 20 км, впоследствии ещё неоднократно завоёвывал национальный титул в данной дисциплине. Также в этом сезоне занял 17-е место на чемпионате Европы в Хельсинки.
Благодаря череде успешных выступлений в 1972 году удостоился права защищать честь страны на летних Олимпийских играх в Мюнхене — в дисциплине 20 км с личным рекордом 1:32:02 финишировал седьмым, тогда как в дисциплине 50 км сошёл с дистанции, не показав никакого результата.
В 1973 году на Кубке мира в Лугано занял 19-е место в ходьбе на 20 км.
В 1974 году в 20-километровой дисциплине был пятым на чемпионате Европы в Риме.
Принимал участие в Олимпийских играх 1976 года в Монреале — на дистанции 20 км показал время 1:32:20, расположившись в итоговом протоколе соревнований на 17-й строке.
В 1977 году в 20-километровой ходьбе показал 19-й результат на Кубке мира в Милтон-Кинс.
В 1978 году стартовал в ходьбе на 50 км на чемпионате Европы в Праге — с личным рекордом 3:55:16 завоевал бронзовую награду, уступив только испанцу Хорхе Льопарту и советскому ходоку Вениамину Солдатенко.
В 1979 году выступил в ходьбе на 20 км на Кубке мира в Эшборне, занял итоговое 19-е место.
Его старший брат Эугениуш Орнох и племянник Мариуш Орнох доже добились определённых успехов в спортивной ходьбе, представляли Польшу на нескольких крупных международных стартах.